# Kővágószőlős
Kővágószőlős é um município da Hungria, situado no condado de Baranya. Tem 18,25 km² de área e sua população em 2019 foi estimada em 1.256 habitantes.